# Artilharia a cavalo

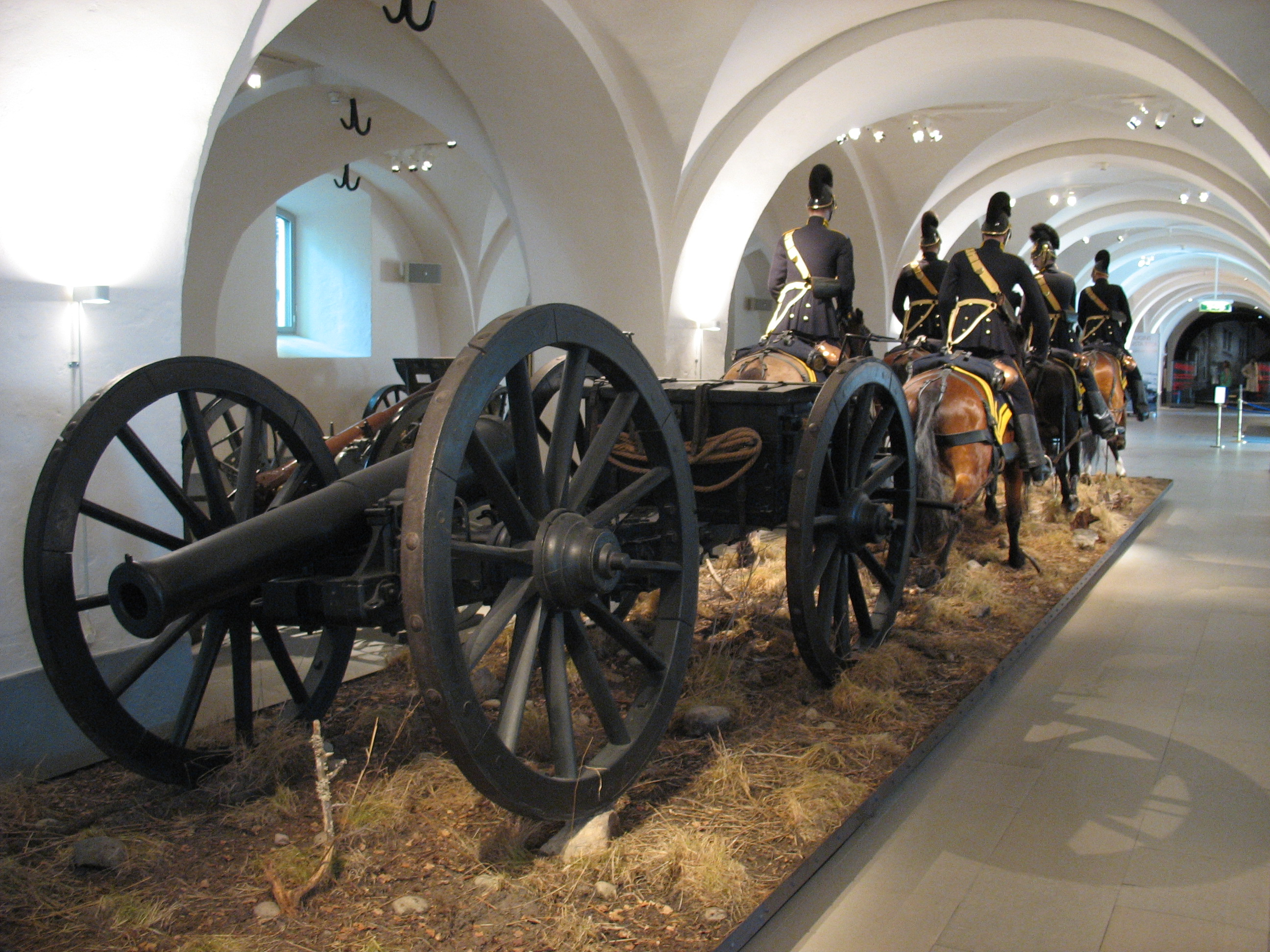
Um modelo em tamanho real de uma unidade de tiro de artilharia a cavalo do Exército Sueco da década de 1850, rebocando a galope uma peça de artilharia.

A artilharia a cavalo constituía um tipo de artilharia ligeira de grande mobilidade, cuja característica principal era o facto de cada um dos serventes das suas bocas de fogo se deslocar montado num cavalo individual. A artilharia a cavalo empregava peças e obuses ligeiros e destinava-se a prestar apoio de fogo direto às unidades de manobra de cavalaria. Por contraste, a artilharia a pé empregava peças, obuses e morteiros pesados e seus os serventes marchavam a pé. A artilharia a cavalo existiu em grande parte dos exércitos da Europa e das Américas, entre o século XVII e o início do século XX, sendo uma precursora da moderna artilharia autopropulsada.
As guarnições da artilharia a cavalo estavam treinadas para, quando em posição, rapidamente desmontarem e desatrelarem as suas bocas de fogo e abrirem fogo rapidamente contra o inimigo. Depois de cessarem o fogo, também rapidamente, atrelavam as armas, montavam e deslocavam-se para outras posições. Esta técnica era semelhante à tática do "atira e foge" usada pela artilharia moderna.
A artilharia a cavalo era extremamente versátil e, muitas vezes, apoiava as unidades de cavalaria amigas ao destroçar as formações inimigas de infantaria com fogo rápido e concentrado. A infantaria inimiga ficaria assim vulnerável à carga da cavalaria. A mobilidade da artilharia a cavalo também lhe permitia manobrar melhor do que a artilharia a pé e atuar como cobertura de retaguarda  - em conjugação com a cavalaria - quando da retirada das forças amigas mais lentas. Uma bataria completa de artilharia a cavalo incluía cerca de 50 cavaleiros. Por isso, ocasionalmente, poderia confundida com uma unidade de cavalaria, pelo inimigo, o que lhe poderia provocar uma surpresa desagradável se a bataria desmontasse, se posicionasse e abrisse fogo em menos de um minuto.
No século XIX, desenvolveu-se uma variante da artilharia a cavalo, a artilharia montada, na qual apenas os condutores de deslocavam montados a cavalo, com os serventes a deslocarem-se montados nos armões e nos reparos das bocas de fogo. Apesar de mais móvel que a artilharia a pé, a artilharia montada era menos móvel que a artilharia a cavalo, destinando-se, principalmente, a prestar apoio direto às unidades de infantaria.

## História

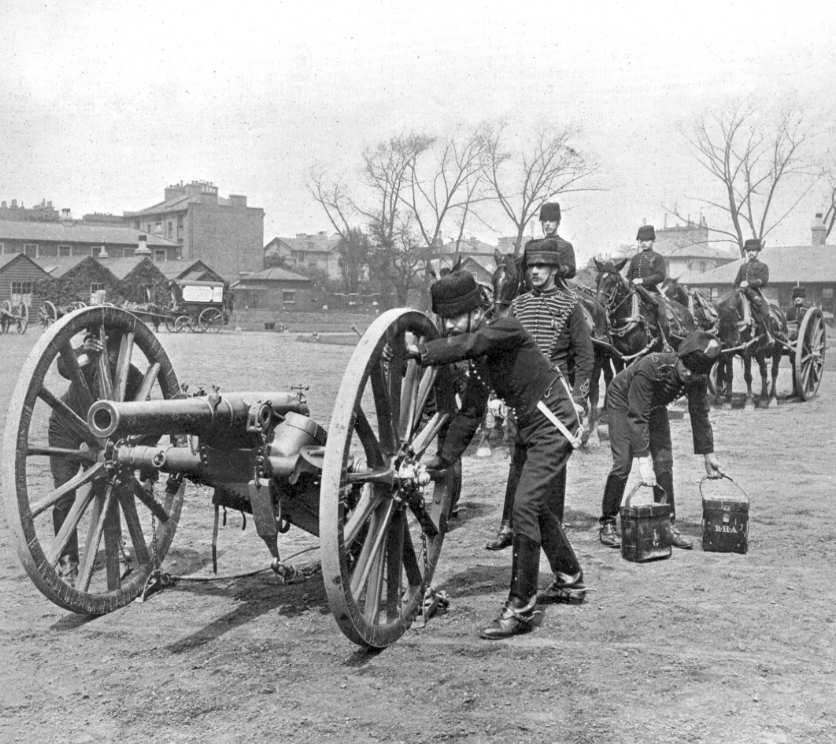
Artilharia a cavalo: colocação em posição de uma peça de campanha BL de 12 libras da artilharia a cavalo do Exército Britânico, em 1897.

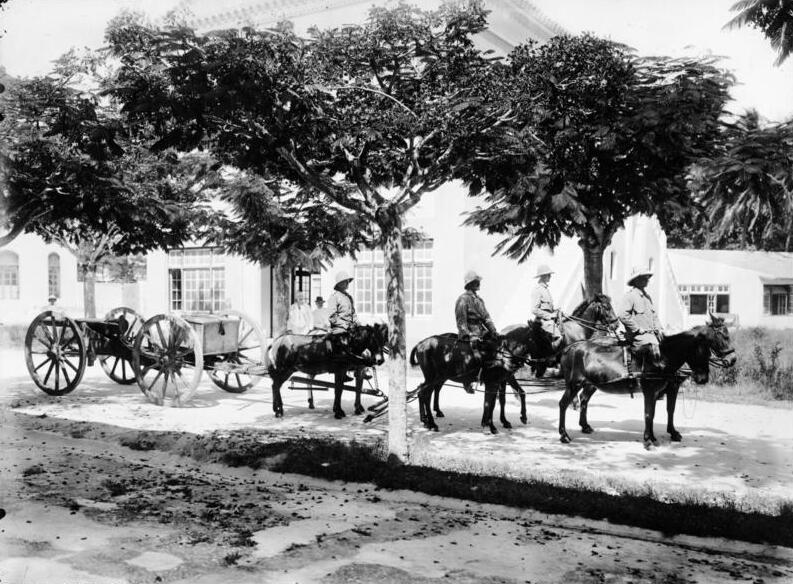
Artilharia a cavalo: peça de 7,7 cm FK 96 da artilharia da África Oriental Alemã, durante a Primeira Guerra Mundial.

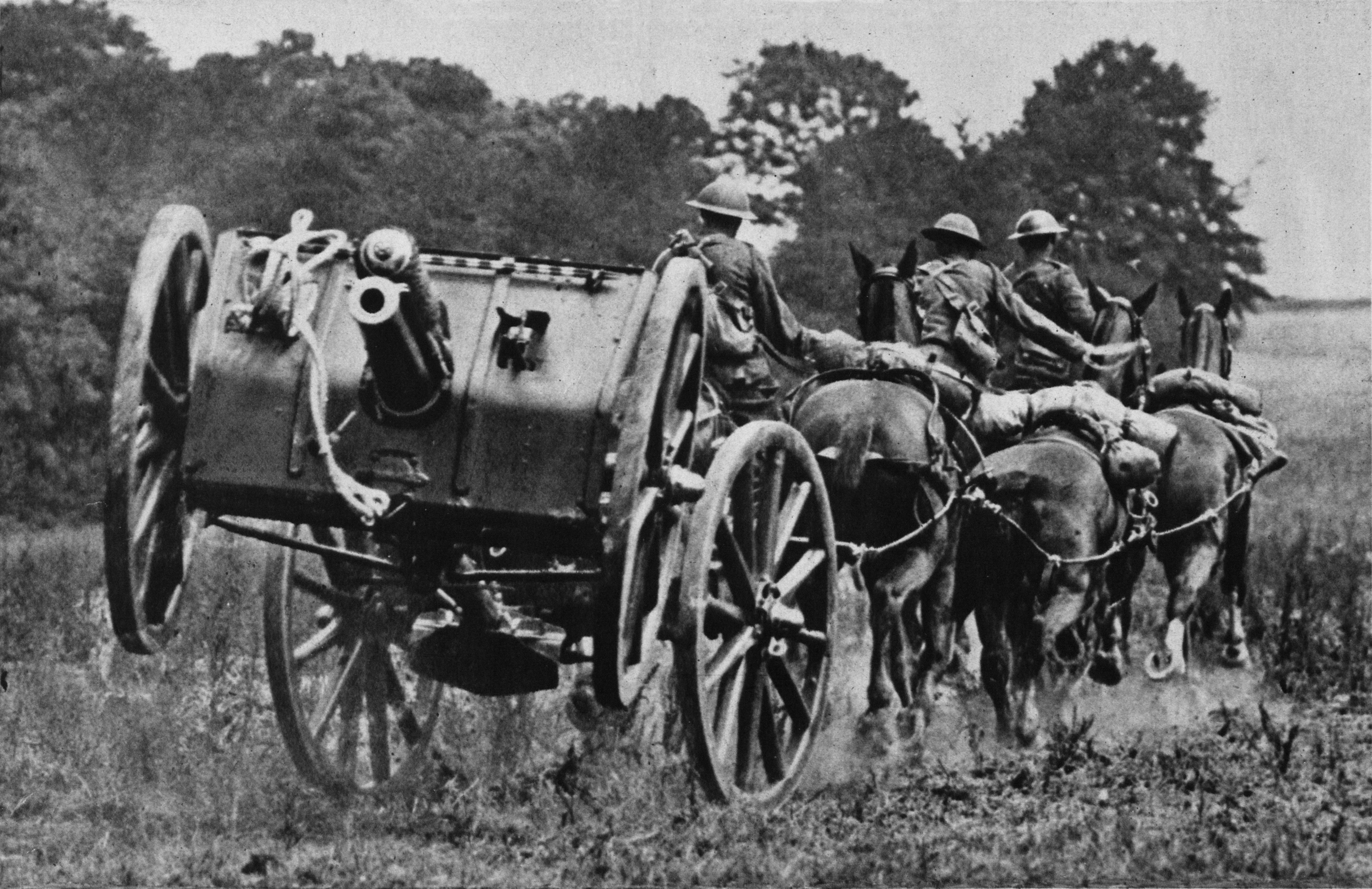
Artilharia a cavalo: reboque de uma peça de campanha QF de 13 libras do Exército Britânico, durante a Primeira Guerra Mundial

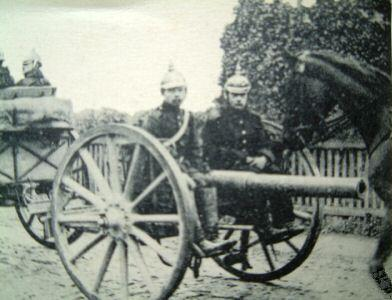
Artilharia montada: serventes montados no reparo e no armão de uma peça de 7,7 cm FK 96 do Exército alemão, durante a Primeira Guerra Mundial

### Início
Essencialmente, um híbrido de artilharia e de cavalaria, unidades irregulares de artilharia a cavalo foram usadas pela primeira vez durante o século XVII, por ocasião da Guerra dos Trinta Anos, por Lennart Torstenson. Torstenson era o especialista em artilharia do rei Gustavo Adolfo da Suécia, usando a artilharia a cavalo para dar o apoio de fogo que a cavalaria necessitava para lidar com as formações maciças de infantaria, sem sacrificar a sua velocidade e manobrabilidade. Gustavo Adolfo tinha, antes disso, tentado misturar unidades de infantaria com a cavalaria, tendo obtido algum sucesso uma vez que esta não costumava carregar a galope sobre o inimigo.
Outros estrategas tentaram combinar o poder de fogo com a mobilidade, usando novas táticas de cavalaria como a do caracol, mas estas demonstraram ser largamente ineficientes, uma vez que abrandavam a cavalaria. As melhores soluções envolviam a criação de unidades híbridas de infantaria montada, particularmente de dragões. Apesar destes se terem provado como tropas altamente úteis e versáteis, quer disparassem montados ou desmontados, para isso ainda tinham que parar, ou pelo menos abrandar, temporariamente, perdendo assim a sua vantagem como cavalaria.
No início do século XVIII, o Exército Russo começou a incluir, nas suas unidades de cavalaria, subunidades de artilharia ligeira a cavalo equipadas com peças de 2 libras de calibre e com morteiros móveis de 3 libras que eram transportados no dorso de cavalos. Apesar de não serem decisivas por si próprias, estas subunidades infligiram baixas às tropas prussianas e influenciaram o rei Frederico II da Prússia a formar, em 1759, a primeira unidade regular de artilharia a cavalo.

### A modernização do século XVIII
Frederico II compreendeu que a melhor arma contra as massas de infantaria era o fogo concentrado de artilharia. Apercebeu-se que, mesmo as pequenas e relativamente ligeiras bocas de fogo poderiam destroçar e, mesmo, destruir as unidades de infantaria, desde que pudessem ser trazidas para suficientemente perto e pudessem disparar um número suficiente de tiros. Mas, uma vez que a artilharia a pé - inclusive a mais ligeira - se deslocava à velocidade da marcha de um soldado, a solução seria tornar cada artilheiro num cavaleiro a tempo parcial. Através de uma instrução intensa e de uma disciplina implacável, Frederico II deu ênfase à mobilidade e à rapidez em todas as fases das operações. A unidade criada de artilharia a cavalo consistia numa bataria de seis peças de 6 libras e 48 militares comandados por três oficiais. A bataria foi destruída e reorganizada por duas vezes nesse mesmo ano, a primeira vez na Batalha de Kunersdorf e a segunda na Batalha de Maxen. Apesar dos reveses, o novo ramo da artilharia provou ter tanto sucesso que foi rapidamente reorganizado e, no início das guerras revolucionárias francesas, em 1792, passando a ser constituído por três companhias de 605 militares e batarias com oito peças de 6 libras e um morteiro de 7 libras cada uma.
Os artilheiro, engenheiro e general francês Jean Baptiste Vaquette de Gribeauval serviu em missões militares à Prússia, além de ter combatido contra Frederico II na Guerra dos Sete Anos. Depois desta guerra, fez numerosos aperfeiçoamentos técnicos às bocas de fogo do Exército Francês, tornando-as mais leves, rápidas e fáceis de apontar. Estes aperfeiçoamentos também demonstraram trazer grandes vantagens à artilharia a cavalo. Mais tarde, o oficial britânico de artilharia Henry Shrapnel inventou um novo e mortífero tipo de munição (posteriormente, chamada de "granada shrapnel") que deu ainda maior capacidade à artilharia a cavalo para destroçar a infantaria.
A popularidade deste novo ramo da artilharia alastrou-se rapidamente a outros exércitos. A Áustria organizou, em 1778, uma quantidade limitada do que chamou "artilharia de cavalaria", na qual a maioria dos membros das guarnições das bocas de fogo, iam montados numas carruagens almofadadas especialmente projetadas e chamadas de "Wursts" ("salsichas"), em vez de irem em cavalos individuais. Hanôver formou as suas primeiras batarias de artilharia de cavalaria em 1786 e o seu general Victor von Trew realizou alguns testes com elas em 1791 que demonstraram as suas elevadas velocidade e eficiência. Por esta altura, a Dinamarca já tinha também formado unidade de artilharia montada e em 1792 a Suécia formou as suas primeiras unidades regulares de artilharia a cavalo, seguida  do Reino Unido em 1793, da Rússia em 1794 e de Portugal em 1796.

### O apogeu do século XIX
Durante as Guerras Napoleónicas, a artilharia a cavalo irá ser usada extensivamente e eficazmente em quase todas as campanhas e grandes batalhas. O maior e, provavelmente, mais eficiente corpo de artilharia a cavalo do mundo era o do exército revolucionário francês, formado pela primeira vez em 1792. As unidades francesas estavam especialmente bem treinadas e disciplinadas, uma vez que o novo corpo se tornou muito popular e podia, assim, atrair um considerável número de recrutas. Em 1795, já tinha crescido até aos oito regimentos, cada qual composto por seis batarias de seis peças, o que o tornava na maior força de artilharia a cavalo organizada de sempre.
As unidades de artilharia a cavalo geralmente usavam bocas de fogo mais ligeiras puxadas por seis cavalos. As peças de 9 libras eram puxadas por oito cavalos e as bocas de fogo mais pesadas eram puxadas por doze. Com os cavalos individuais necessários para os oficiais, cirurgiões e outro pessoal, bem como os necessários para puxar as armas e os vagões de abastecimento, uma bataria de seis bocas de fogo poderia necessitar de entre 160 a 200 cavalos.
A artilharia a cavalo estava, normalmente sob o comando das divisões de cavalaria, mas, em algumas batalhas, como a de de Waterloo, a mesma foi usada como força de reação rápida para rechaçar ataques inimigos e apoiar a infantaria. A agilidade era muito importante para a artilharia a cavalo e o seu cavalo ideal tinha uma altura de 15 a 16 palmos, de forte complexão mas capaz de se mover rapidamente.

### O declínio do século XX
À medida que a tecnologia se desenvolvia e o poderes de fogo da infantaria e da artilharia a pé se desenvolviam, o papel da cavalaria e, consequentemente, da artilharia a cavalo começaram a declinar. A artilharia a cavalo continuou a ser usada e aperfeiçoada no início do século XX, entrando em ação durante e entre as duas guerras mundiais. Na Primeira Guerra Mundial, a Rússia, bem como outros países, equipou as batarias de artilharia das suas divisões de cavalaria com o mesmo tipo de peças de artilharia de campanha utilizadas pelas outras unidades. A França e o Reino Unido, contudo, usaram peças a cavalo especiais (respetivamente, o Canon de 75 modèle 1912 Schneider e o Ordnance QF 13 pounder).
Subsequentemente, as unidades de cavalaria e de artilharia a cavalo foram rearmadas, respetivamente, com carros de combate e com bocas de fogo autopropulsadas.
Tal como na cavalaria, algumas antigas unidades de artilharia a cavalo, mantém a sua designação histórica, um dos casos mais notáveis sendo a Royal Horse Artillery (Artilharia Real a Cavalo) do Exército Britânico que, inclusive ainda mantém uma bataria cerimonial a cavalo.

## Artilharia a cavalo em Portugal
A primeira unidade regular de artilharia a cavalo do Exército Português foi a Bataria de Artilharia Ligeira a Cavalo da Legião de Tropas Ligeiras, criada em 1796. Esta bataria seria constituída por quatro peças de calibre 6, cada uma servida por 10 artilheiros e por 14 cavalos.
Em 1801, além daquela bataria, foram organizadas duas companhias de artilheiros-cavaleiros, integradas no Regimento de Artilharia da Corte. As três unidades foram, no entanto, extintas, em 1804.
Durante a Guerra Peninsular, foram organizadas brigadas volantes de artilharia (equivalentes a batarias) que eram unidades de artilharia montada constituídas, normalmente, por cinco peças e um obus. Estas brigadas participaram em toda a campanha, integradas no Exército Anglo-Português, combatendo em Portugal, Espanha e França.
Durante a Guerra Civil, ambos os contendores utilizaram unidades de artilharia montada. Finda esta, a artilharia do Exército Português passou a incluir quatro batarias a cavalo e 12 batarias montadas, distribuídas pelos dois regimentos de artilharia que foram mantidos.
A reorganização de 1837 estabeleceu um regimento de artilharia de campanha (o Regimento de Artilharia nº 1), composto por uma bataria a cavalo e sete batarias montadas, com um total de 32 bocas de fogo. Até 1874, a artilharia foi organizada por diversas vezes mas, no que toca à artilharia de campanha, manteve-se um único regimento onde estavam integradas as  batarias montadas do Exército Português, deixando de existir batarias a cavalo. Nesse ano, um dos regimentos de artilharia de guarnição foi transformado num segundo regimento de campanha, com seis batarias montadas. As batarias montadas subdividiam-se em batarias de campanha armadas com peças de bronze de 8 cm e em batarias de reserva com peças de bronze de 12 cm.
Pela organização de 1877, os dois regimentos de artilharia campanha passaram a incluir, cada um deles, oito batarias montadas. Desde 1874 que o material de bronze vinha sendo substituído por peças de aço Kreiner e Krupp.
Em 1899, a artilharia de campanha passou a ser constituída por quatro regimentos de artilharia divisionária e por quatro grupos, os primeiros incluindo oito batarias montadas e os segundos quatro batarias. Além disso, foi criado um grupo de duas batarias de artilharia a cavalo, que se destinava a apoiar a brigada estratégica de cavalaria.
A partir da Primeira Guerra Mundial, parte da artilharia montada passou a ser de tração mecânica. No entanto, foram mantidas unidades de artilharia a cavalo até à Segunda Guerra Mundial. Em 1927, é extinto o Grupo de Batarias de Artilharia a Cavalo.